# تپه قلعه ۱
تپه قلعه ۱ مربوط به سده‌های میانه دوران‌های تاریخی پس از اسلام است و در شهرستان زنجان، بخش مرکزی، دهستان قلتوق، ۱/۶ کیلومتری جنوب شرق روستای خاتون کندی واقع شده و این اثر در تاریخ ۱۸ اسفند ۱۳۸۷ با شمارهٔ ثبت ۲۵۳۲۵ به‌عنوان یکی از آثار ملی ایران به ثبت رسیده است.